# Idaho Panhandle National Forest
Het Idaho Panhandle National Forest is een United States National Forest in de Amerikaanse staat Idaho. Ongeveer 22,4% breidt zich verder uit in de buurstaten Montana en Washington. Het bos werd in 2000 samengesteld uit de toen drie afzonderlijke National Forests. Het Coeur d'Alene, het St. Joe en het Kaniksu National Forest National Forests fuseerden om samen een 13.050 km² groot aaneengesloten bos te creëren, dat zich tot aan de Canadese grens uitstrekt.
Het hoofdkwartier van de US Forest Service staat in Coeur d'Alene.